# Nazionale maschile di pallacanestro della Repubblica Democratica Tedesca
La nazionale maschile di pallacanestro della Repubblica Democratica Tedesca fu la rappresentante ufficiale della Germania Est nelle competizioni internazionali maschili di pallacanestro.
Esistette de facto dal 1952 al 1973 perché in tale ultima data il Partito Socialista Unificato di Germania, visti gli scarsi risultati della nazionale ottenuti fino al quel momento, decise di concentrare le proprie forze propagandistiche ed economiche su altre discipline sportive.
La squadra non si qualificò mai alle Olimpiadi né ai Mondiali, mentre agli Europei il miglior risultato fu il 6º posto conquistato nel 1963.

## Storia
Dopo la seconda guerra mondiale inizialmente esistette solo la squadra di pallacanestro della Germania Ovest. Ai campionati europei del 1953 la Germania partecipò con un'unica formazione in cui erano presenti anche quattro atleti della Germania Est, chiudendo al 14º posto. Finalmente agli Europei del 1959 la RDT riuscì a mandare una sua squadra agli Europei di Istanbul, chiudendo anche in quella occasione al 14º posto (frutto di una vittoria e sette sconfitte).
Il primo scontro tra le due Germanie si ebbe nel 1960 nelle qualificazioni olimpiche: come anche negli incontri successivi, fu la formazione dell'Est ad avere la meglio. Soltanto nel 1973 la Germania Ovest ottenne la sua prima vittoria contro la Germania Est.
Nel 1961 agli Europei di Belgrado la RDT chiuse al 12º posto mentre la RFT finì al 16°.
Il miglior risultato fu raggiunto agli Europei del 1963 a Breslavia. Con quattro vittorie e tre sconfitte nel girone preliminare, la RDT fu la grande sorpresa della manifestazione e finì terza nel Gruppo B dietro Unione Sovietica e Polonia, mancando l'accesso alle semifinali. La RDT vinse nettamente con il Belgio (81-35) la semifinale per il 5°8º posto, perdendo poi la finale per il 5º posto con la Bulgaria (62-77).
La RDT non riuscì a ripetersi nei successivi Europei del 1965, chiusi al 10º posto, comunque sempre quattro gradini più in su della RFT. L'ultima apparizione alla rassegna continentale fu agli Europei del 1967, chiusi con un 14º posto. Non ci furono ulteriori partecipazioni a europei, mondiali o Olimpiadi in quanto nel 1969 la pallacanestro fu declassata a sport di secondo livello.

### La fine
Nel 1969 il Partito Socialista Unificato di Germania, su proposta della Federazione Tedesca per la Ginnastica e lo Sport (DTSB), ritenne che fosse opportuno concentrare gli sforzi su un numero limitato di sport, in particolare su quelli che avevano più probabilità di portare vittorie e medaglie. Dato che la pallacanestro era uno sport di squadra e che quindi poteva eventualmente avere una limitata possibilità di portare medaglie rispetto agli sport individuali, venne declassificata.

## Piazzamenti

### Campionati europei
- 1959 - 14º
- 1961 - 12º
- 1963 - 6º
- 1965 - 10º
- 1967 - 14º

## Formazioni

### Europei
Campionato europeo maschile di pallacanestro 19593 Pleitz, 4 Weise, 6 Kulik, 7 Danzke, 8 Huß, 9 Flau, 10 Ehret, 11 Paskarbeit, 12 Uhlig, 13 Franke, 14 Jank, 15 Krüger,        All. Kurt Lauterbach, Siegfried Käsebier
Campionato europeo maschile di pallacanestro 19614 Pleitz, 5 Franke, 6 Kulik, 7 Danzke, 8 Huß, 9 Flau, 10 Pelzl, 11 Voigt, 12 Uhlig, 13 Schulze, 14 Benne, 15 Kuhel,        All. Kurt Lauterbach, Siegfried Käsebier
Campionato europeo maschile di pallacanestro 19634 Pleitz, 5 Straube, 6 Kulik, 7 Danzke, 8 Sauerbier, 9 Flau, 10 Ribitzki, 11 H. Uhlig, 12 V. Uhlig, 13 Schulze, 14 Benne, 15 Stahl,        All. Werner Krüger
Campionato europeo maschile di pallacanestro 19654 Pleitz, 5 Höhne, 6 Kulik, 7 Kirstein, 8 Straube, 9 K. Adam, 10 Ribitzki, 11 Sauerbier, 12 G. Adam, 13 Jahn, 14 Benne, 15 Stahl,        All. Werner Krüger
Campionato europeo maschile di pallacanestro 19674 Kirstein, 5 Wendt, 6 Kulik, 7 Prall, 8 Uhlig, 9 Flau, 10 Höhne, 11 Knoll, 12 Adam, 13 Jahn, 14 Stahl, 15 Schultze,        All. Werner Krüger